# Глотковий проривний
Глотковий проривний — приголосний звук, що існує в деяких мовах.  У Міжнародному фонетичному алфавіті записується як ⟨ʡ⟩.

## Властивості
- Спосіб творення — проривний або зімкнений, тобто повітряний потік повністю перекривається.
- Місце творення — глоткове, тобто звук утворюється при зближенні кореня язика й задньої стінки глотки.
- Тип фонації — невизначена, але зазвичай глуха, тобто цей звук вимовляється без вібрації голосових зв'язок. Дзвінкі глоткові проривні ближчі до дзвінкого глоткового одноударного.
- Це ротовий приголосний, тобто повітря виходить крізь рот.

- Це центральний приголосний, тобто повітря проходить над центральною частиною язика, а не по боках.

- Механізм передачі повітря — егресивний легеневий, тобто під час артикуляції повітря виштовхується крізь голосовий тракт з легенів, а не з гортані, чи з рота.

## Використання
| Language  | Language          | Word          | IPA           | Meaning       | Notes                                                           |
| --------- | ----------------- | ------------- | ------------- | ------------- | --------------------------------------------------------------- |
| Аміс      | Аміс              | 'u'ul         | [ʡuʡuɺ̠ᵊ]      | туман         | Може вимовлятись як дрижачий: [ʡʢ].                             |
| Арчинська | Арчинська         | гӀарз/g'arz   | [ʡarz]        | скарга        |                                                                 |
| Дагало    | Дагало            | [tɬʼaːʡa] д·і | [tɬʼaːʡa] д·і | озеро         |                                                                 |
| Гайда     | Північні діалекти | g̱antl         | [ʡʌntɬ]       | вода          | У південних діалектах вимовляється як /q/                       |
| Інгуська  | Інгуська          | Ӏам/wam       | [ʡam]         | озеро, ставок | У кирилиці на позначення цього звуку використовується символ Ӏ. |